# Paederia argentea
Paederia argentea är en måreväxtart som först beskrevs av Achille Richard och Dc., och fick sitt nu gällande namn av Karl Moritz Schumann. Paederia argentea ingår i släktet Paederia och familjen måreväxter. Inga underarter finns listade i Catalogue of Life.